# La garçonnière
La garçonnière è un film del 1960 diretto da Giuseppe De Santis.

## Trama
Alberto Fiorini, costruttore edile quarantenne e padre di due figli, afferma di essere assorbito dal suo lavoro. In realtà, al di fuori delle sue ore di ufficio, tradisce la moglie con un'altra donna, in un quartiere popolare. Giulia, sua moglie, con l'aiuto di un'amica, finisce per scoprire le sue bugie. Il suo disincanto è persino maggiore della sua gelosia ...